# Alfredo Despaigne
Alfredo Despaigne Rodriguez (né le 17 juin 1986 à Palma Soriano, Cuba) est un joueur cubain de baseball.

## Cuba
Joueur de champ extérieur des Alazanes de Granma en Serie Nacional, Despaigne établit un record de coups de circuit en une saison dans la ligue cubaine, avec 32 en 2008-2009. La marque est battue en 2010-2011 par José Abreu et Yoenis Céspedes, qui en claquent chacun 33, mais un an plus tard Despaigne établit à son tour un nouveau record de circuits. Il termine la saison avec le nouveau record de 36 circuits en 87 matchs, une moyenne au bâton de ,345, un pourcentage de présence sur les buts de ,505 et une moyenne de puissance de ,669 pour remporter son 3e titre de joueur par excellence de la Serie Nacional, après avoir reçu le même honneur en 2009 et 2010.

## International
Despaigne s'aligne avec l'équipe nationale cubaine qui remporte la médaille d'argent en baseball aux Jeux olympiques d'été de 2008 à Pékin, en Chine. Il joue la Coupe du monde de baseball en 2007 et 2009 et, à cette dernière occasion, établit le nouveau record, de 11 circuits durant cette compétition, où Cuba remporte la médaille d'argent.
Il gagne la médaille de bronze en baseball aux Jeux panaméricains de 2011. 
Il participe également aux Classiques mondiales de baseball de 2009 et 2013. En 2013, il joue avec Cuba au tournoi World Port aux Pays-Bas.

## Mexique
En 2013 et 2014, Alfredo Despaigne joue pour les Piratas de Campeche de la Ligue mexicaine de baseball, en vertu d'un programme de baseball mis sur pied conjointement par Cuba et le Mexique. En mai 2014, les autorités de la République dominicaine annoncent que Despaigne séjourne au Mexique avec un passeport dominicain falsifié, ce qui amène la Ligue mexicaine à le bannir à vie et à le renvoyer à Cuba. En 53 matchs joués au total sur deux saisons avec Campeche (33 en 2013 et 20 en 2014), Despaigne frappe dans une moyenne au bâton de ,341 avec 13 circuits et 39 points produits.